# Retractor (Psychologie)
Retractor (von lateinisch retrahere ‚zurückziehen‘) ist ein von Joseph de Rivera geprägter Begriff aus der Psychologie. Als Retractor werden Personen bezeichnet, die sich fälschlicherweise zurückerinnerten, im Kindesalter vergewaltigt worden zu sein, diese Erinnerungen allerdings im Nachhinein als falsche Erinnerungen anerkennen und ihre Angaben zurückziehen. Hervorgerufen werden diese falschen Erinnerungen unbeabsichtigt in Psychotherapien. Laut de Rivera gab es zwischen 1992 und 1997 mehr als 300 Frauen, die zu der Überzeugung kamen, durch dieses Phänomen falsche Angaben gemacht zu haben.

## Auslöser
De Rivera führte Interviews mit vier „Retractors“ und kam dabei zu dem Ergebnis, dass die falschen Erinnerungen immer einem von zwei Auslösern zugrunde lagen:

### Mind-Control Model (Hassan, 1990)
Der wichtigste Grundpfeiler von Mind Control ist das Schwächen der Fähigkeit eines Individuums seine/ihre eigenen Entscheidungen zu treffen. Dabei unterscheidet man zwischen Informationskontrolle, Verhaltenskontrolle, Gedankenkontrolle und Emotionskontrolle. Das Mind-Control Model impliziert, dass Personen nicht vollständig für ihr Verhalten verantwortlich sind, wenn sie psychisch beeinflusst werden. Nach Hassan ist jeder Mensch potentiell anfällig für Mind-Control. Im Fall von Retractors, vertrauten die Betroffenen einer Autorität (dem Therapeuten/der Therapeutin), die dieses Vertrauen nutzte und Methoden verwendete, die das Denken und damit auch das Erinnern der Betroffenen beeinflussten. De Rivera vergleicht diesen Effekt mit Verhaltensänderungen durch Hypnose.

### Narrative Model (Sarbin, 1995)
Menschen neigen dazu Erzählungen über ihr Leben zu konstruieren. Wenn ein Individuum dabei mit Phasen/Abschnitten oder auch eigenen Verhaltensmustern nicht zufrieden ist, passiert es nicht selten, dass das Individuum nach Erklärungen in der eigenen Kindheit sucht, um so das eigene Verhalten rechtfertigen zu können. Dieses Verhalten, in Kombination mit Suggestionen eines Therapeuten/einer Therapeutin, kann dazu führen, dass man anfängt seine „Geschichte“ so umzuschreiben, dass sie sexuellen Missbrauch im Kindesalter beinhaltet. Wenn der Therapeut diese Geschichte glaubt, kann er dabei unbeabsichtigt die Rolle des Co-Autors einnehmen.